# Kismet
Kismet — сетевой анализатор для беспроводных сетей стандарта 802.11b.  Позволяет проводить MITM-атаки (англ. Man-In-The-Middle) и прослушивать трафик при помощи практически любых поддерживаемых беспроводных сетевых адаптеров, использующих драйверы Airo, HostAP, Wlan-NG и Orinoco (с заплатой для ядра).
Может использовать функции SOX и FESTIVAL для проигрывания оповещений о сетевых событиях и проговаривания краткого описания при обнаружении. Дополнительно может использовать модуль GPSD для привязки к местности.